# Las Vegas (Új-Mexikó)
Las Vegas település az Amerikai Egyesült Államok Új-Mexikó államában, San Miguel megyében, melynek megyeszékhelye is. Lakosainak száma 13 166 fő (2020. április 1.).

## Népesség
A település népességének változása:

| 2010 | 13 753 |
| 2020 | 13 166 |